# نينسيكيلا
نينسيكيلا (أو نينسيكيل، 𒀭𒎏𒂖) هي إلهة بلاد ما بين النهرين تعتبر زوجة لليسين. تشير المصادر المبكرة إلى نينسيكيلا كذكر، ولكن ابتداءً من الفترة البابلية القديمة، أصبح يُنظر إلى نفس الشكل على أنه إلهة، مع إعادة تفسير ليسين الأنثوي في الأصل كإله. قد يكون التغيير في الجنس قد تأثر بالارتباط بين نينسيكيلا والإلهة الدلمونية ميسكيلاك، التي كانت تكتب اسمها أحيانًا بشكل متجانس كنينسيكيلا في بلاد ما بين النهرين، أو بوضع ليسين قبل زوجها في قوائم الآلهة. تشمل النصوص التي تشهد على عبادة نينسيكيلا نقشًا من لارسا وصيغة سحرية من ميتوران.

## ارتباطات مع آلهة أخرى
نينسيكيلا هي زوجة لليسين.قائمة من ثمانية أبناء مخصصة لهما في قائمة الآلهة أن = أنوم: كو-أنا، كو-كيتا، كو-تا-أبزو، كو-كيتا-أبزو (قراءة العلامة الأولى في جميع الأسماء الأربعة غير مؤكدة)، إيرهانغول، كيتوش-كيش، لالانا (أو لولالانا) وأورنونتا-إيا. أشير إلى أنه عندما تذكر بعض نسخ هذه الوثيقة إلى هذه المجموعة من الآلهة على أنها أبناء ليسين، واحد منها بدلاً من ذلك يسميهم أبناء نينسيكيلا (أي يذكره على أنه ذكرًا).

## جنسه
في البداية، كان نينسيكيلا يعتبر إلهًا وليسين إلهة. ومع ذلك، في النصوص التي تعود إلى فترة ما بعد البابلية القديمة، وأقل شيوعًا في نصوص الفترة البابلية القديمة، يمكن تبديل جنسهم، وعلى سبيل المثال في قائمة الآلهة البابلية الوسطى أن = أنوم، يكون الأول أنثى والثاني ذكرًا. وفقًا لجوآن جودنيك وستن هولز، من الممكن أن تكون حقيقة أن نينسيكيلا يتبع ليسين في قوائم الآلهة البابلية القديمة قد أثرت على إعادة تفسير هويتهم. ومن الأمثلة على ذلك النص هو قائمة ويدنر للآلهة، حيث يسبق ليسين نينسيكيلا.وفقًا لبيوتر ميتشالوفسكي، نفس الترتيب مثبت في جميع المصادر الأخرى المعروفة التي تسرد كلاهما بالتتابع. قد يكون العامل الثاني هو وجود إلهة متجانسة، وإن لم تكن متطابقة، نينسيكيلا، التي كانت معروفة في الأصل باسم ميسكيلاك ونشأت في دلمون.بينما يمكن العثور على اسم نينسيكيلا في أسطورة إنكي وننهورساج، فإنه يشير إلى الإلهة الدلمونية في هذا السياق.
تمت مقارنة التغيير في جنس نينسيكيلا بحالة أوصُر-أماسو، الذي يظهر كإله ذكر في أن = أنوم،ولكن فيما بعد أصبح يُنظر إليه على أنه أنثى.

## عبادته
افترض ثوركيلد جاكوبسن أن نينسيكيلا كان يُعبد جنبًا إلى جنب مع ليسين في أداب. ومع ذلك، لم يُدرج في قائمة الآلهة الموثقة في النصوص من هذه المدينة من الألفية الثالثة قبل الميلاد في دراسة استقصائية أحدث للفلكلور المحلي أعدها ماركوس سوش-غوتييريز.
خُصص وعاء من الديوريت في لارسا لنينسيكيلا وليسين بمناسبة حياة الملك ريم-سين الأول، وقد أهداه صاليلوم. يرى دوجلاس فراين أن نينسيكيلا هنا إلهة وليسين إله، بينما ترى جابرييلا سبادا أن العكس ممكن أيضًا.
تظهر نينسيكيلا في نص سحري من ميتوران يذكر أيضًا ليسين، لكن المقطع يعتبر صعب التفسير وقد يحتوي على إشارات إلى مواقف أسطورية غير معروفة.